# Centaurea pumilio
Centaurea pumilio — вид рослин роду волошка (Centaurea), з родини айстрових (Asteraceae).

## Біоморфологічна характеристика
Гемікриптофіт. Листки розсічені, перисті; краї листочків зубчасті або пилчасті; прилистки відсутні. Квіточки рожеві. Період цвітіння: березень, квітень.

## Середовище проживання
Країни проживання: Греція, Лівія, Єгипет, Ізраїль.